# Cotignac
Cotignac är en kommun i departementet Var i regionen Provence-Alpes-Côte d'Azur i sydöstra Frankrike. Kommunen ligger i kantonen Cotignac som tillhör arrondissementet Brignoles. År 2022 hade Cotignac 2 166 invånare.

## Befolkningsutveckling
Antalet invånare i kommunen Cotignac
| Referens: INSEE |